# Hernia paraestomal
 Hernia Paraestomal es una de las complicaciones más comunes de la formación de estoma (medicina). Es una hernia incisional que se produce en las cercanías o sobre un estoma de la pared abdominal secundario a una ileostomía o colostomía.

## Clasificación
- Tipo 1: Intersticial. El saco herniario se encuentra dentro de la capa muscular y la aponeurótica
- Tipo 2: Subcutánea. El saco herniario se encuentra dentro del tejido subcutáneo
- Tipo 3: Intraestomal. El saco herniario se encuentra entre la pared abdominal y la capa intestinal evertida
- Tipo 4: Paraestomal. El saco herniario resulta del prolapso del contenido abdominal a través de un defecto en el estoma.[2]

## Factores de Riesgo
Los principales factores de riesgo son la edad, sobrepeso, diabetes Mellitus, cáncer, presencia de otras hernias abdominales, tabaquismo, tos crónica, malnutrición, uso crónico de corticoesteroides y localización de la ostomia por fuera del músculo recto.

## Síntomas
Los síntomas principales son; dolor, incomodidad alrededor del estoma, abultamiento periestomal después de toser, tumoración, obstrucción Intestinal y defectos visibles en piel.

## Diagnóstico
•	Examen Físico
•	Tomografía Axial Computarizada
•	Ultrasonido.

## Tratamiento

### Médico
Se recomienda el tratamiento médico para pacientes que tengan síntomas leves. Entre las medidas que se pueden realizar son:
-	El uso de selladores protectores de la piel
-	El uso de cinturones abdominales
-	Cuidado regular de la herida

### Absolutas
-	Obstrucción
-	Encarcelamiento con estrangulación

### Relativas
-	Encarcelamiento
-	Prolapso
-	Estenosis
-	Dermatitis intratable
-	Gran Tamaño
-	Cosmético
-	Dolor
Las opciones terapéuticas incluyen reposicionamiento de la ostomía, reparación primaria y reparación con malla.

### Reposicionamiento de la ostomia
Es el método tradicional para la reparación de hernias paraestomales. Entre las desventajas que tiene esta técnica se pueden mencionar la pérdida potencial de más intestino, movilidad inadecuada del intestino, el riesgo de nuevas hernias y complicaciones post quirúrgica. Además va a necesitar de forma complementaria una laparotomía completa

### Reparación primaria
Este método tiene la ventaja de ser procedimiento menos invasivo y, por lo tanto tiene una recuperación más rápida. Una de las desventajas más importantes que tiene este método que se puede ver también en las reparaciones primarias para otros defectos de la pared abdominal, son las tasas de recidiva, con un 46% para las reparaciones primarias de primera vez y un 76% para la segunda vez. Se recomienda el uso de una reparación libre de tensión utilizando material protésico, esto puede conducir a mejores resultados a largo plazo.

### Reparación con malla
La reparación con malla fue desarrollada por primera vez por Rosin y Bonardi en 1977 y con el paso del tiempo se ha convertido en la técnica preferida para el manejo quirúrgico de la hernia paraestomal debido a que ha disminuido las tasas de recurrencias. La técnica implica la colocación de la malla para reforzar la reparación de la sutura o el puente de la brecha de la fascia. Se puede mencionar diferentes subtipos de reparación con malla que se basa según la localización anatómica de la malla y estas son supraaponeurótica, infraaponeurótica, retromuscular y la intraperitoneal.
Para la técnica intraperitoneal lo más común es que se utilice uno de los dos de los siguientes métodos, que son la técnica del ojo de la cerradura y la parietalización de la malla.
La técnica del ojo de la cerradura se realiza mediante la creación de una hendidura en la malla para así poder acomodar la ostomía. Uno de los grandes problemas de esta técnica es que la hendidura inevitablemente se ensancha con el tiempo. También se puede mencionar que el estrecho contacto que tienen los bordes de la hendidura con la pared intestinal resulta en fibrosis con dolor, obstrucción y erosión.
La técnica parietalizacion de la malla consiste en asegurar la pared del intestino contra la pared abdominal lateral y luego colocar la malla para cubrirlo, creando una válvula de tipo bisagra.

## Prevención
Colocación de una malla profiláctica.